# Есил Дюран
Есил Дюран е българска попфолк и джаз певица от турски произход. Тя също е текстописец и моден дизайнер.

## Биография

### Ранен живот и откриване
Есил Дюран е родена в Хасково (България) на 5 юли 1969 г. Започва да се занимава с танци от първи клас. Първи стъпки в пеенето започва, когато е на 16 години, с вокален педагог Борис Вълканов. През 1985 г. участва в хасковската вокална група „Марса“.
Завършва Националната музикална академия в класа на Ирина Чмихова със специалност „поп и джаз пеене“.
През 2008 г. е част от националното турне „Планета Дерби“.
Участва в журито на риалити форматите Music Idol и България търси талант, a през 2020 г. участва във втория сезон на Маскираният певец в ролята на Ангелът.
Певицата е част от Като две капки вода през 2022 г.
На 29 октомври 2022 г. Есил Дюран представя концерта си „Другото лице“.
През 2023 г. е сред изпълнителите в София Прайд.

## Дискография
Албум
- 2001 – Есил Дюран
- 2004 – Елмаз
- 2006 – Тя
- 2011 – Забавляваш ме

Компилации
- 2013 – Златните хитове на Пайнер 13 – Есил Дюран[1]

## Награди
| Година | Церемония по връчване                            | Категория                                                 |
| ------ | ------------------------------------------------ | --------------------------------------------------------- |
| 2004   | Годишни музикални награди на телевизия „Планета“ | Видеоклип с най-добра режисура – „Луда съм, че те обичам“ |
| 2009   | Годишни музикални награди на телевизия „Планета“ | Традиция и новаторство                                    |

## Изяви
Концерти зад граница: САЩ, Северна Македония, Турция, Испания, Канада